# GRRIF
Cet article possède des paronymes, voir Griffe, Griff et Grif (homonymie).
GRRIF (BNJ Suisse SA) est une radio privée suisse qui diffuse en FM dans l’Arc jurassien (Nord-Vaudois, canton de Neuchâtel, région biennoise, Jura bernois et canton du Jura) depuis mars 2012, et en DAB+ dans toute la Suisse romande depuis avril 2014. Ses studios sont situés à Delémont. Elle appartient au groupe de Pierre Steulet, patron de BNJ FM, composée de RFJ, RTN et RJB. Ses programmes comprennent 90 % de musique, de style rock, pop et alternatif. Elle devient une radio purement musicale en 2022.

## Historique

### Les bases administratives
GRRIF est née d’une décision fédérale de redéfinir les zones de desserte des radios privées de Suisse. Deux concessions étaient disponibles dans la zone de l'Arc jurassien ; la première, avec quote-part de la redevance, a été attribuée à BNJ FM et compte les programmes RTN, RFJ et RJB ; la seconde, sans droit à la redevance, a été accordée en automne 2008 au projet Arc FM,, base du programme GRRIF, mené également par le groupe BNJ FM. À la suite du recours d’un concurrent, le Tribunal administratif fédéral a définitivement accordé la concession à Arc FM SA en mars 2010, devenue depuis BNJ Suisse SA.

### La création des programmes
GRRIF a commencé à émettre le 20 mars 2012, soit deux ans après le feu vert des autorités fédérales. Durant ce laps de temps, les infrastructures techniques ont été mises en place ; la géographie de la région, faite de montagnes et de vallées, nécessitait l’implantation de nombreux émetteurs afin de couvrir un maximum des 390 000 habitants de la zone de concession. On en recensait 19 au printemps 2014, sans tenir compte des installations dans certains tunnels autoroutiers. Parallèlement, un directeur d’antenne et rédacteur en chef a été nommé en la personne de Cédric Adrover pour prendre en charge la création des programmes. Il s’est entouré de huit personnes, expérimentées ou débutantes : des animateurs, des journalistes et un programmateur musical.

### Le lancement
Deux mois avant la mise en ondes, l’équipe de GRRIF a lancé une opération de teasing qui misait sur la curiosité du public, avec notamment l’affiche d’un faux festival, placardée dans toute la région, et laissant entendre l’arrivée prochaine d’artistes représentatifs de la programmation musicale de la future radio. Jouant de l’orthographe du nom de la station, le matériel promotionnel double régulièrement les « R » ; ainsi, le slogan récurrent de la campagne et de la radio est : « DéchiRRe ta RRoutine ». La conférence de presse annonçant officiellement le lancement d’un nouveau programme radio a eu lieu le 8 mars 2012, un peu moins de deux semaines avant la première prise d’antenne.

### Difficultés financières et transformation en radio purement musicale
Souffrant d'un manque de recettes publicitaires en raison de la taille réduite du bassin de population autour de Delémont, la radio rencontre rapidement des difficultés financières. 
En 2017, une association de soutien à la radio est créée pour assurer une partie de son budget annuel de fonctionnement de 500 000 francs. En 2022, la radio se sépare de ses trois animateurs et devient purement musicale.

## Style de la radio
GRRIF s'est fixé pour objectif d'être une alternative aux stations régionales préexistantes, RTN, RJB et RFJ, historiquement basées sur l’information de proximité et les hits musicaux. Elle vise un public plus jeune. GRRIF cherche également à se distinguer des autres radios par le ton très libre de ses interventions, y compris dans les rendez-vous d’information. Sur son site internet, GRRIF décrit sa programmation musicale comme « ouverte mais exigeante, oscillant entre rock, électro, indie, reggae, hip-hop, soul et blues. Elle puise sans vergogne dans le répertoire de ces 70 dernières années. »

## Premières audiences
Les premiers chiffres officiels d’audimat sont ceux du deuxième semestre 2012, le premier ayant été incomplet. Selon la société Mediapulse SA, chargée par la Confédération de mesurer la consommation de radio et de télévision en Suisse, GRRIF compte alors 36 000 auditeurs sur l'ensemble de la Suisse (le cumul des régions alémanique et romande est rendu nécessaire par la présence, dans la zone de diffusion, de Bienne, considérée par Mediapulse comme alémanique).
En 2022, la radio compte près de 26 000 auditeurs quotidiens.

## Extension à la Suisse romande via la technologie DAB+
GRRIF est l’un des programmes du second bouquet numérique de Suisse romande, diffusé via la technologie DAB+ dès le 16 avril 2014,. Les 22 sites de diffusion du canal 10b permettent à la station de couvrir l’essentiel de la Suisse francophone.